# Laura Mintegi
Laura Mintegi Lakarra (Estella, Navarra, 26 de outubro de 1955) é uma escritora em euskera, professora da Universidade do País Basco e política espanhola. Foi candidata à presidência do Governo Basco pela coalizão Euskal Herria Bildu para as eleições ao Parlamento Basco de 2012.

## Biografia
Ainda que nascida em Navarra, em tenra idade mudou-se com a famiília para Vizcaya. Residiu em Bilbao e desde 1973 vive em Algorta, no município biscainho de Guecho.
É licenciada em História e doutorada em Psicologia. Em 1978 começou a dar aulas na ikastola Asti-Leku de Portugalete. Desde 1981 é professora do Departamento de Didática de Língua e Literatura da Universidade do País Basco (UPV/EHU). Foi diretora deste Departamento desde 1999 até 2006, cargo que tem voltado a assumir desde 2010 até a atualidade. Foi candidata à rectoría da UPV/EHU em duas ocasiões. 
Desde 2004 preside o Clube Euskal PEN, o ramo basco do PEN Clube Internacional, associação internacional de escritores em favor da liberdade de expressão. No ano 2006, a Real Academia da Língua Basca - Euskaltzaindia nomeou-a académica correspondente.
Tem recebido entre outros prêmios literários, o Prêmio de Novela Azkue, o Prêmio Cidade de San Sebastián e o Prêmio Jon Mirande e em 2022 a Pluma de Ouro, em reconhecimento a sua trajetória literária. Tem sido parte do júri em outros tantos prémios, como por exemplo no Certamen de Narrativa María Maeztu, as Bolsas Joseba Jaka, o Prémio de Jornalismo Rikardo Arregi, o Prêmio Anton Abbadia e o Prêmio de Direitos Humanos René Cassin.
Faz parte do Conselho de Direção da revista científica Revista de Psicodidáctica e colabora habitualmente nos meios de comunicação, tanto audiovisuais (ETB, Hamaika Telebista, Bizkaia Irratia, Egin Irratia, Bilboko Hiria Irratia, Euskalerria Irratia e Euskadi Irratia) como escritos (Anaitasuna, Argia, Susa, Ttu-ttuá, Egin, Egunkaria, Gara, Berria, Jakin e Hegats, entre outros).
A sua obra mais popular é Sisifo maite minez, um ensaio-novela sobre o enamoramiento. Esta novela foi traduzida para castelhano no ano de 2003 como Sísifo apaixonado e para neerlandés no ano de 2011, como Sisyphus verliefd.

## Trajetória política
Laura Mintegi também tem desenvolvido actividades políticas. Participou nas listas de Herri Batasuna nas eleições ao Parlamento Europeu de 1987 e de 1989. Nesse mesmo ano foi nomeada responsável pela caixa de resistência dos professores associados que reclamavam a figura do profesorado próprio para a UPV, entre quem figurava Antton Azkargorta, seu parceiro durante muitos anos. Nas eleições gerais de novembro de 2011, foi candidata ao Senado por Vizcaya dentro da coalizão Amaiur. Nas eleições de outubro de 2012 foi candidata à presidência do Governo Basco pela coalizão Euskal Herria Bildu. Depois de exercer como porta-voz da coalizão no Parlamento Basco durante quase dois anos, em julho de 2014 anunciou que deixava o exercício para voltar ao seu trabalho universitário.

## Obras
Há mais de quarenta artigos no banco de dados de artigos científicos em língua basca

### Narrativas
- Ilusioaren ordaina (1983, Erein)

### Novelas
- Bai... baina ez (1986, Susa): Reeditada em  Elkarlanean 1999
- Legez kanpo (1991, Elkar)
- Nerea eta biok (1994, Txalaparta)
- Sisifo maite minez (2001, Txalaparta)
- Ecce homo (2006, Txalaparta)

### Ensaios
- Sujektibitatea euskal nobelagintzan: Stephen Crane-ren "The Rede Badge of Courage" (1999, EHU)

### Biografias
- Julene Azpeitia (1988, Governo Basco)

### Obras traduzida
- A topera em Antología da Narrativa Vascã Atual (1986, Edicions do Mall) (castelhano)
- Mole Hole em Contemporary Basque Fiction (1990, University of Nevada/Reno) (inglês)
- Sísifo apaixonado (2003, Txalaparta) (castelhano)
- Nerea and I (2005, Peter Lang, New York) (inglês)
- Ecce homo (2007, ONZE) (braille em euskera)
- Ecce homo (2009, Txalaparta) (castelhano)
- Sisyphus verliefd (2011, Zirimiri Press, Ámsterdam) (neerlandés)
- Ecce homo (2012, Pahl-Rugenstein, Bonn) (alemão

## Enlaces externos
- Ficha del Parlamento Vasco de Mintegi Lakarra, Laura.
- (em basco) Laura Mintegi literaturaren zubitegian
- (em basco) Subjektibitatea nobelagintzan. Stephen Crane-ren "The Red Badge of Courage"
- (en inglés) Laura Mintegi Basque Literature